# Vollstreckungsbehörde
Als Vollstreckungsbehörde wird im Verwaltungsvollstreckungsrecht die Behörde bezeichnet, die für die Vollstreckung von Verwaltungsakten zuständig ist.
Anders als privatrechtliche Ansprüche, die nach den Regeln der Zivilprozessordnung i. d. R. durch den Gerichtsvollzieher oder das Amtsgericht als Vollstreckungsgericht vollstreckt werden, erfolgt die Vollstreckung durch die Vollstreckungsbehörde. Die Vollstreckung richtet sich dabei auf Landes- bzw. Kommunalebene nach landesrechtlichen Vorschriften, wie den Landesverwaltungsvollstreckungsgesetzen, bei Finanzämtern und Bundesbehörden entsprechende bundesgesetzliche Regelungen wie die Abgabenordnung oder das Verwaltungs-Vollstreckungsgesetz des Bundes (VwVG). Die Zivilprozessordnung wird nur in einzelnen Aspekten, insbesondere bezüglich der Pfändungsfreigrenzen und der Pfändbarkeit von Vermögen, für anwendbar erklärt.

## Zuständigkeit
Nach § 4 VwVG vollstreckt für den Bund, soweit die obersten Bundesbehörden in Übereinstimmung mit dem Bundesinnenministerium keine anderweitigen Regelungen getroffen haben, die Vollstreckungsbehörde der Bundesfinanzverwaltung, also die Hauptzollämter.
Auf Landesebene bestehen unterschiedliche Regelungen in den Landesverwaltungsvollstreckungsgesetzen. In der Regel vollstreckt die Behörde, die einen Verwaltungsakt erlassen hat, diesen auch (z. B. Art. 30 Abs. 1 Bayerisches VwZVG, § 56 Abs. 1 VwVG NRW, § 4 Abs. 2 LVwVG Rheinland-Pfalz, § 4 Abs. 1 LVwVG Baden-Württemberg, § 4 Abs. 1 Nr. 2–3 SächsVwVG, § 68 Abs. 1 HessVwVG). Leistungsbescheide der unmittelbaren Landesbehörden werden oftmals auch durch die Finanzämter vollstreckt (z. B. § 4 Abs. 1 Nr. 1 SächsVwVG und § 15 HessVwVG).

## Der Außendienst
Der Außendienst wird von den Vollziehungsbeamten wahrgenommen. Die Befugnisse unterscheiden sich je nach Bundesland sehr stark. Im Allgemeinen kann man jedoch sagen, dass der Außendienst die Rolle des Gerichtsvollziehers wahrnimmt. Aufgabe ist daher primär das Aufsuchen der Schuldner und das Pfänden beweglicher Gegenstände. Wichtig ist, dass die Vollstreckungs-/Vollziehungsbeamten hoheitlich tätig werden, weswegen z. B. ein von einem Schuldner ausgesprochenes Hausverbot jederzeit durch einen einfach zu erwirkenden Gerichtsbeschluss („Türöffnungs- und Durchsuchungsbeschluss“) aufgehoben werden kann.

## Der Innendienst
Aufgabe des Innendienstes ist es vor allem, Forderungspfändungen durchzuführen. Vorrangig ist die Aufrechnung. Allgemein bekannt sind dabei die Lohn- und Kontenpfändung sowie die Pfändung von Ansprüchen gegen Kreditkartenunternehmen. Häufig durchgeführt wird auch die Mietpfändung sowie die Pfändung von Ansprüchen aus Rechnungen. Ferner gehört zu den Aufgaben des Innendienstes, die Zwangsversteigerung von Grundstücken und die Einleitung von Insolvenzverfahren zu beantragen.

## Strafrecht
Nach dem deutschen Strafrecht – was mit der Vollstreckungsbehörde sachlich und thematisch nichts zu tun hat – ist die zuständige Behörde für die Vollstreckung grundsätzlich die Staatsanwaltschaft (und dort der Rechtspfleger). Im Jugendstrafrecht obliegt die Vollstreckungsleitung dem Jugendrichter.
Die in der Justizvollzugsanstalt tätigen Beamten nennt man Vollzugsbeamte.